# Brachytrycherus madurensis
Brachytrycherus madurensis es una especie de coleóptero de la familia Endomychidae.

## Distribución geográfica
Habita en la India.